# 我的老爸喵星人
《我的老爸喵星人》（英語：Nine Lives）為法國製片公司歐羅巴影業製作的喜劇片，由電影《MIB星際戰警》系列導演巴瑞·索尼費德執導，丹尼爾·安東尼西與班·薛菲林登等人編劇。參與演出的演員包括凱文·史貝西、珍妮佛·嘉納、克里斯多夫·華肯、羅比·艾梅爾與瑪麗娜·韋斯曼等人。電影定於2016年8月5日在美國上映。

## 劇情
湯姆·布萊德（凱文·史貝西飾演）是個超級工作狂，商業大廈「火炬塔」的擁有者，總是無暇顧及女兒蕾貝卡（瑪麗娜·韋斯曼飾演）與妻子蘿拉（珍妮佛·嘉納飾演）。女兒一年一度的生日宴會即將到來，布萊德依照慣例，又因為工作的關係遲到了，妻子對他下最後通牒，要他一定得在宴會開始之前趕回家，給女兒的生日禮物也得準備好。趕時間的他想起女兒說過想要養貓，急忙來到一間寵物店，向店主菲利斯（克里斯多夫·華肯飾演）買了一隻貓。然而當布萊德回家時卻發生意外，回過神時才發現自己竟然「困」在貓的身體中了。擁有某種神奇魔力的店主菲利斯告訴他，若要恢復成人形，就必須在一週之內全心全意對待自己的家人，若是做不到，他這輩子都得成為布萊德家的寵物貓…

## 演員
| 演員                                  | 角色                                                 |
| 凱文·史貝西（Kevin Spacey）           | 湯姆·布萊德／喵星人先生（Tom Brand／Mr. Fuzzypants） |
| 羅比·艾梅爾（Robbie Amell）           | 大衛·布萊德（David Brand）                           |
| 珍妮佛·嘉納（Jennifer Garner）        | 蘿拉·布萊德（Lara Brand）                            |
| 克里斯多夫·華肯（Christopher Walken） | 菲利斯·柏金斯（Felix Perkins）                       |
| 瑪麗娜·韋斯曼（Malina Weissman）      | 蕾貝卡·布萊德（Rebecca Brand）                       |
| 泰迪·希爾斯（Teddy Sears）            | 喬許（Josh）                                         |
| 泰莉莎·贝特曼（Talitha Bateman）      | 妮可（Nicole）                                       |
| 雪瑞兒·海尼斯（Cheryl Hines）         | 麥迪遜·卡姆登（Madison Camden）                      |
| 馬克·康蘇維諾（Mark Consuelos）       | 伊恩·考克斯（Ian Cox）                               |
| 塞吉·豪德（Serge Houde）              | 董事會成員史登（Board Member Stein）                 |
| 馬克·甘馬喬（Mark Camacho）           | 喬許·布恩（Josh Boone）                              |
| 強·歐森（Jon Olson）                  | 喵星人先生幕後配音                                   |

導演巴瑞·索尼費德及女兒克蘿伊（Chloe）亦參與喵星人先生的幕後配音工作。

## 製作
電影於2015年1月12日正式開拍。製作公司宣布由巴瑞·索尼費德擔任本片導演。 1月28日，凱文·史貝西加入劇組。3月25日，瑪麗娜·韋斯曼加入劇組。3月31日，克里斯多夫·華肯加入劇組，飾演寵物店店主。4月9日，珍妮佛·嘉納與羅比·艾梅爾加入劇組。4月13日馬克·康索羅斯參與本片演出。4月27日塔麗夏·巴特曼加入劇組。5月4日開始前置拍攝工作，6月24日結束。法國導演盧貝松（為本片製片公司歐羅巴影業之共同創辦人）擔任本片製作人，但未列入本片製作團隊名單內。

## 發行
電影原定於2016年4月29日於美國上映，但因故延後至同年8月5日上映。在中國大陸，基美影業參與投資而以分賬片方式引進。

### 票房
美國於2016年7月31日上映，首映週末獲624萬美元位居當週第六，次週僅獲325萬位居第九。台灣則於9月2日上映，首映週獲196萬新臺幣位居當週第三，次週獲84萬元位居當週第六。

### 評價
爛番茄新鮮度僅7%，基於41條評論，平均分為2.4／10，而在Metacritic上得到11分，IMDB上得3.6分，電影獲得影評人壓倒性的負評。CinemaScore給予本片B+的評比。

## 外部連結
- 官方网站
- 互联网电影数据库（IMDb）上《我的老爸喵星人》的资料（英文）
- 爛番茄上《我的老爸喵星人》的資料（英文）
- Metacritic上《我的老爸喵星人》的資料（英文）
- Box Office Mojo上《我的老爸喵星人》的資料（英文）
- AllMovie上《我的老爸喵星人》的资料（英文）
- 開眼電影網上《我的老爸喵星人》的資料（繁體中文）